# Eduardo Martínez del Campo y Acosta
Eduardo Martínez del Campo y Acosta (Belorado, 13 de octubre de 1840-Madrid, 11 de abril de 1911) fue un abogado y político español, ministro de Gracia y Justicia durante el reinado de Alfonso XIII.

## Biografía
Nacido en Belorado el 13 de octubre de 1840, se convirtió en diputado en el Congreso al resultar elegido por la circunscripción de Burgos en las elecciones de 1886. En 1891 pasa al Senado en representación de Burgos hasta que en 1900 fue nombrado senador vitalicio.
Fue ministro de Gracia y Justicia entre el 21 de octubre de 1909 y el 9 de febrero de 1910 en un gabinete que presidió Segismundo Moret.
En 1891 accede al Tribunal Supremo como magistrado, llegando a ser su presidente entre 1901 y 1909. Su hija María Eugenia Martínez del Campo y Montero Ríos contrajo matrimonio con Juan Yagüe Blanco el 8 de mayo de 1926.